# Atheta pandionis
Atheta pandionis är en skalbaggsart som beskrevs av Otto Scheerpeltz 1958. Atheta pandionis ingår i släktet Atheta, och familjen kortvingar. Enligt den svenska rödlistan är arten nära hotad i Sverige. Arten förekommer i Götaland, Nedre Norrland och Övre Norrland. Artens livsmiljö är skogslandskap.